# The Gray Race
Albums de Bad Religion
Recipe for Hate
(1996) No Substance
(1998)
The Gray Race est le neuvième album de Bad Religion, sorti en 1996 chez Atlantic.

## Liste des titres
1. The Gray Race
2. Them And Us
3. A Walk
4. Parallel
5. Punk Rock Song
6. Empty Causes
7. Nobody Listens
8. Pity The Dead
9. Spirit Shine
10. The Streets of America
11. Ten in 2010
12. Victory
13. Drunk Sincerity
14. Come Join Us
15. Cease

## Composition du groupe pour l'enregistrement
- Greg Graffin, chant
- Brian Baker, guitare
- Greg Hetson, guitare
- Jay Bentley, basse
- Bobby Shayer, batterie